# Вайнштейн, Клэр
Клэр Вайнштейн (англ. Claire Weinstein; род. 1 марта 2007, Уайт-Плейнс, Нью-Йорк, США) — американская пловчиха, специализирующаяся на плавании вольным стилем. Серебряный призёр летних Олимпийских игр 2024 года, двукратная чемпионка мира (1 раз в 50-метровых бассейнах и 1 раз в 25-метровых бассейнах).

## Карьера
На чемпионате мира 2022 года, который проходил в Будапеште, стала чемпионкой в составе американской эстафетной команды 4 по 200 метров вольным стилем.
В 2024 году на летних Олимпийских играх в Париже в составе американской эстафетной четвёрки по 200 метров вольным стилем выиграла серебряную медаль.
На чемпионате мира 2024 года в 25-метровом бассейне, в Будапеште, завоевала 2 медали, в том числе золотую в эстафетном заплыве 4по 200 метров вольным стилем и одну бронзовую на дистанции 200 метров вольным стилем.
В 2025 году на чемпионате мира в Сингапуре на дистанции 200 метров вольным стилем стала обладателем бронзовой медали. 